# Opsiphanes aequatorialis
Opsiphanes aequatorialis är en fjärilsart som beskrevs av Hans Ferdinand Emil Julius Stichel 1901. Opsiphanes aequatorialis ingår i släktet Opsiphanes och familjen praktfjärilar. Inga underarter finns listade i Catalogue of Life.